# Élections législatives de 1962 dans les Pyrénées-Orientales
Les élections législatives françaises de 1962 se déroulent les 18 et 25 novembre 1962. Dans le département des Pyrénées-Orientales, deux députés sont à élire dans le cadre de deux circonscriptions.

## Élus
| Circonscription | Député sortant | Parti | Parti | Député élu ou réélu | Parti | Parti |
| --------------- | -------------- | ----- | ----- | ------------------- | ----- | ----- |
| 1re             | Paul Alduy     |       | SFIO  | Paul Alduy          |       | SFIO  |
| 2e              | Arthur Conte   |       | SFIO  | André Tourné        |       | PCF   |

## Résultats

### Résultats à l'échelle du département
| Parti          | Parti                                          | Premier tour | Premier tour | Second tour | Second tour | Sièges |
| Parti          | Parti                                          | Voix         | %            | Voix        | %           | Sièges |
| -------------- | ---------------------------------------------- | ------------ | ------------ | ----------- | ----------- | ------ |
|                | Union pour la nouvelle République (UDT)        | 24 958       | 26,25        | 26 660      | 24,23       | 0      |
|                | Majorité présidentielle                        | 24 958       | 26,25        | 26 660      | 24,23       | 0      |
|                |                                                |              |              |             |             |        |
|                | Section française de l'Internationale ouvrière | 34 732       | 36,53        | 43 259      | 39,31       | 1      |
|                | Parti communiste français                      | 32 556       | 34,24        | 40 117      | 36,46       | 1      |
|                | Union et fraternité française                  | 2 837        | 2,98         | Retrait     | Retrait     | 0      |
|                |                                                |              |              |             |             |        |
| Inscrits       | Inscrits                                       | 156 148      | 100,00       | 156 060     | 100,00      | 2      |
| Abstentions    | Abstentions                                    | 57 468       | 36,8         | 43 413      | 27,82       |        |
| Votants        | Votants                                        | 98 680       | 63,2         | 112 647     | 72,18       |        |
| Blancs et nuls | Blancs et nuls                                 | 3 597        | 3,65         | 2 611       | 2,32        |        |
| Exprimés       | Exprimés                                       | 95 083       | 96,35        | 110 036     | 97,68       |        |

### Résultats par circonscription

#### Première circonscription (Perpignan-Est - Céret)
| Candidat       | Candidat                 | Parti          | Premier tour | Premier tour | Second tour | Second tour |  |
| Candidat       | Candidat                 | Parti          | Voix         | %            | Voix        | %           |  |
| -------------- | ------------------------ | -------------- | ------------ | ------------ | ----------- | ----------- |  |
|                | Paul Alduy sortant réélu | SFIO           | 18 759       | 39,93        | 23 210      | 43,58       |  |
|                | Joseph Albert            | PCF            | 13 660       | 29,08        | 16 439      | 30,86       |  |
|                | Aimé Fa                  | UNR-UDT        | 11 725       | 24,96        | 13 614      | 25,56       |  |
|                | Henri Falandry           | UFF            | 2 837        | 6,04         | Retrait     | Retrait     |  |
|                |                          |                |              |              |             |             |  |
| Inscrits       | Inscrits                 | Inscrits       | 79 504       | 100,00       | 79 429      | 100,00      |  |
| Abstentions    | Abstentions              | Abstentions    | 30 254       | 38,05        | 24 382      | 30,7        |  |
| Votants        | Votants                  | Votants        | 49 250       | 61,95        | 55 047      | 69,3        |  |
| Blancs et nuls | Blancs et nuls           | Blancs et nuls | 2 269        | 4,61         | 1 784       | 3,24        |  |
| Exprimés       | Exprimés                 | Exprimés       | 46 981       | 95,39        | 53 263      | 96,76       |  |

#### Deuxième circonscription (Perpignan-Ouest - Prades)
| Candidat       | Candidat             | Parti          | Premier tour | Premier tour | Second tour | Second tour |  |
| Candidat       | Candidat             | Parti          | Voix         | %            | Voix        | %           |  |
| -------------- | -------------------- | -------------- | ------------ | ------------ | ----------- | ----------- |  |
|                | André Tourné élu     | PCF            | 18 896       | 39,28        | 23 678      | 41,71       |  |
|                | Arthur Conte sortant | SFIO           | 15 973       | 33,21        | 20 049      | 35,31       |  |
|                | François Sarda       | UNR-UDT        | 13 233       | 27,51        | 13 046      | 22,98       |  |
|                |                      |                |              |              |             |             |  |
| Inscrits       | Inscrits             | Inscrits       | 76 644       | 100,00       | 76 631      | 100,00      |  |
| Abstentions    | Abstentions          | Abstentions    | 27 214       | 35,51        | 19 031      | 24,83       |  |
| Votants        | Votants              | Votants        | 49 430       | 64,49        | 57 600      | 75,17       |  |
| Blancs et nuls | Blancs et nuls       | Blancs et nuls | 1 328        | 2,69         | 827         | 1,44        |  |
| Exprimés       | Exprimés             | Exprimés       | 48 102       | 97,31        | 56 773      | 98,56       |  |